# Symptomology of a Rock Band: The Case of Crash Test Dummies
Symptomology of a Rock Band: The Case of Crash Test Dummies è un video commercializzato in VHS e diretto da Kris Lefcoe. È un video sui Crash Test Dummies, fatto nello stile di documentario. Contiene alcuni dei loro primi video, cosparsi con filmati della band e con commenti di pseudo-professionisti.
Il video è attualmente fuori commercio.

## Tracce

### Video
1. Superman's Song
2. Afternoons & Coffeespoons
3. Mmm Mmm Mmm Mmm
4. God Shuffled His Feet
5. Swimming in Your Ocean